# 护都毗伽
护都毗伽（?—?），英义可汗时回纥宰相。
广德元年（763年），因为平定安史之乱的功劳，牟羽可汗被唐朝册封为英义可汗，护都毗伽为拔览将军封为静漠王。广德二年（764年）仆固怀恩反唐，联合回纥、吐蕃进犯唐朝，护都毗伽参与出征领导。永泰元年（765年）仆固怀恩病卒，回纥与吐蕃分裂，统帅合胡禄都督藥葛羅向唐将郭子仪请和。合胡禄都督等与宰相磨咄莫贺达干、宰相暾莫贺达干、宰相护都毗伽将军、宰相揭拉裴罗达干、宰相梅录大将军罗达干、平章事海盈阙达干等，与郭子仪高呼：“大唐天子万万岁！回纥可汗万岁！两国将相万岁！若起负心违背盟约者，身死阵前，家口屠戮。”郭子仪赠綵三千匹，相约共击吐蕃。之后在赤山岭参与共破吐吐蕃的战役，获胜。护都毗伽与宰相梅录大将军、开府仪同三司、试太常卿罗达干等一百九十六人被唐代宗赐宴于延英殿。